# Funisciurus congicus
Funisciurus congicus е вид бозайник от семейство Катерицови (Sciuridae).

## Разпространение
Видът е разпространен в Ангола, Демократична република Конго и Намибия.